# Światowa Esperancka Organizacja Młodzieżowa
Światowa Esperancka Organizacja Młodzieżowa (esperanto Tutmonda Esperantista Junulara Organizo, TEJO) – organizacja zrzeszająca młodych esperantystów na całym świecie. Oprócz członków indywidualnych, posiada również 46 sekcji krajowych (w Polsce taką jest Polska Młodzież Esperancka). Główne biuro TEJO znajduje się w Rotterdamie, w Holandii.
Organizacja ta powstała w 1938 roku pod nazwą Tutmonda Junular-Organizo (Światowa Organizacja Młodzieżowa). Obecną nazwę przyjęto w 1952 roku. W 1956 r. TEJO zostało młodzieżową sekcją Światowego Związku Esperantystów (Universala Esperanto-Asocio).
TEJO jest organizacją członkowską Youth Forum Jeunesse.

## Działalność
Jednym z głównych działań TEJO jest organizacja corocznego Międzynarodowego Kongresu Młodzieży (esp. Internacia Junulara Kongreso, IJK), odbywającego się w różnych miejscach na świecie. IJK to największa impreza dla młodych esperantystów, trwa ona zazwyczaj tydzień i składa się z prelekcji, warsztatów, koncertów, wycieczek oraz rozrywek.
Organizacja ta wydaje również Pasporta Servo, czyli książeczkę zawierającą adresy esperantystów, którzy za darmo bądź niską cenę są gotowi przyjąć innych esperantystów w swoim domu i/lub oprowadzić ich po swojej okolicy. Innym wydawnictwem TEJO jest czasopismo Kontakto, które ukazuje się sześć razy w ciągu roku i zawiera artykuły na różnorodne tematy niezwiązane z ruchem esperanckim.
TEJO również organizuje kilka razy w ciągu roku seminaria i szkolenia, zazwyczaj poświęcone tematom praw człowieka, globalizacji, polityki językowej czy Internetu. Pozwalają one na żywą dyskusję w międzynarodowym gronie bez potrzeby korzystania z pomocy tłumacza, a także edukację uczestników tych spotkań.

## Zarząd

Sekcje krajowe Światowej Esperanckiej Organizacji Młodzieżowej

W skład zarządu, wybranego na lata 2013–2015, wchodzą:
- Łukasz Żebrowski – przewodniczący;
- Paweł Fischer-Kotowski – sekretarz generalny; członek zarządu ds. Pasporta Servo;
- Nico Huurman – skarbnik; członek zarządu ds. finansów, uzyskiwania subwencji i stosunków zewnętrznych;
- Michael Boris Mandirola – pierwszy wiceprzewodniczący; członek zarządu ds. działalności krajowej i edukacji;
- Tina Tišljar – druga wiceprzewodnicząca; członek zarządu ds. kongresów;
- Alexandre Raymond – członek zarządu ds. informowania i kultury;
- Veronika Poór – członek zarządu ds. zasobów ludzkich, szkolenia aktywistów oraz działalności naukowej i branżowej.